# Andreas Bielau
Andreas Bielau (26 augustus 1958) was een Duitse voetballer die als aanvaller speelde. 

## Carriere
Bielau startte zijn voetballoopbaan bij FSV Zwickau. In 1980 ging hij naar FC Carl Zeiss Jena. Hij heeft in zijn voetbaljaren bij FC Carl Zeiss in totaal 164 wedstrijden gespeeld en 42 doelpunten gescoord.  Hij maakte zijn debuut in het Oost-Duitsland in 1981. Bielau speelde 9 wedstrijden voor de nationale ploeg. Hij beëindigde zijn voetbalcarrière in 1990.
In 1988 was Bielau trainer van VfB Auerbach.